# Famille de Reynard
Pour les articles homonymes, voir Reynard.
La famille de Reynard ou Renard est une ancienne famille noble originaire du gapençais et du Diois, éteinte au XVIIIe siècle. 

## Histoire
Aymard Reynard a l'honneur de recevoir dans sa maison de Die le Dauphin Humbert et Arthaud de Roussilon qui y signent un traité d'alliance en 1298.
Aymar Reynard, seigneur de Saint-Disdier, prête serment de fidélité au dauphin Louis le 13 septembre 1450,.
La famille s'éteint au XVIIIe siècle.

## Personnalités
- Phélise Reynard, Dame de compagnie, maîtresse de Louis XI, qui reçut dont le 26 octobre 1461 de la châtellenie de La Mure-Mathésine[4].
- Etienne de Reynard, chevalier, tué à Pavie en 1524[5].
- Jean de Reynard († v. 1512), prieur des Dominicains de Die, vicaire-général de Gaspard de Tournon, évêque de Valence et de Die[1].
- Jean de Reynard, gendarme des ordonnances du roi en 1550.[réf. nécessaire]
- Florent de Reynard, protestant, premier président de la chambre des comptes du Dauphiné en 1598[4].

## Titres
- Barons d'Avançon[6]

- Seigneurs de Serres, Saint-Auban, Saint-Disdier, Saint-Julien, Le Valdodemar, La Tour du Pin, Montorcier, Aubessagne, Saléon.

## Armes
| Image | Armoiries |
| ----- | --- |
|       | Armes: De gueules au renard rampant d'or. - Devise : Marte et Arte Les branches du Serre et d'Avançon portaient D'azur, au renard rampant d'or. |

Nota : La ville de Forest-Saint-Julien, fief des Reynard, porte les mêmes armes.

## Alliances notables
- Dauphiné : de Montauban, d'Armand, d'Abon, Olphi dit Galhard, de La Tour Gouvernet, d'Yse, Blanc de La Naute, du Suau de La Croix, de Piard, de Bonne, Arnaud de Prégentil, de Poligny, de Philibert.
- Autre : de Pétigny, de Bardonnèche, de Chappan, d'Estienne.